# Bolvormige Aarde

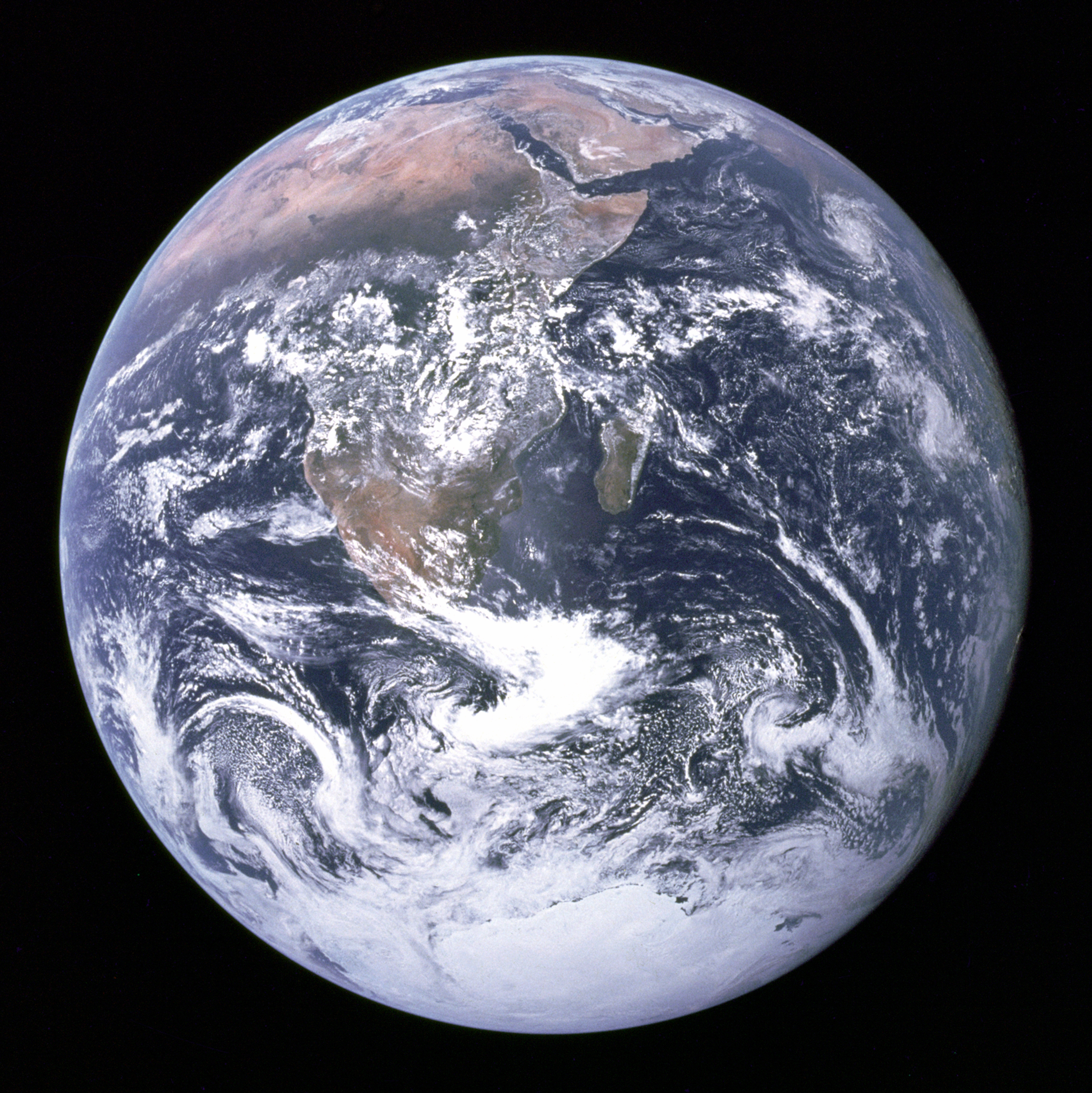
De Aarde met Afrika gezien vanuit het Amerikaanse bemande ruimteschip Apollo 17, 7 december 1972.

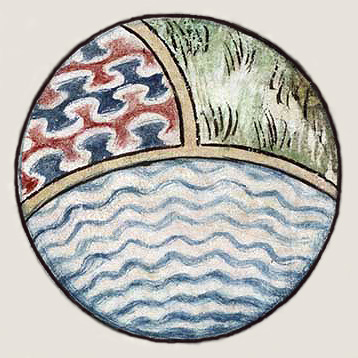
Middeleeuwse voorstelling van een bolle Aarde - met delen die het land, de lucht, en water voorstellen (ca. 1400).

De Griekse filosoof en wiskundige Pythagoras (ongeveer 570 v.Chr. – ongeveer 500 v.Chr.) had al het begrip van een bolvormige Aarde. Waarschijnlijk omdat hij een bol mooi vond en meende dat ook alle andere hemellichamen rond waren.
Het idee van een bolvormige aard kwam in plaats van een vroeger geloof in een platte Aarde: in de vroege Mesopotamische wereld werd de Aarde gezien als een platte schijf die in de oceaan dreef. Ook Griekse kaarten als van Anaximandros en Hecataeus gingen daarvan uit. Andere voorstellingen van de Aarde waren een ziggurat met zeven verdiepingen of de wereldas Axis mundi, in bijvoorbeeld de Avesta en oude Perzische geschriften.  In werkelijkheid heeft de Aarde de vorm van een bol, die bij de polen is afgeplat - met een factor 1/300 - en iets uitpuilt aan de evenaar.

## Vroege ontwikkeling

### Pythagoras
Pythagoras zag harmonie in het heelal en wilde deze verklaren. Hij beredeneerde dat de Aarde en andere planeten bollen moesten zijn, omdat de meest harmonische meetkundige vorm de cirkel was.

### Plato
Plato (427 v.Chr. - 347 v.Chr.) reisde naar Zuid-Italië om de wiskunde van Pythagoras te bestuderen. Toen hij terugkwam in Athene en zijn school vestigde begon ook hij te onderwijzen dat de Aarde een bol was. Als de mens hoog boven de wolken kon vliegen, zou hij de Aarde zien als "een bal gemaakt van twaalf stukken leer, geschakeerd, als een lappendeken van kleuren" (hetgeen ook aan de pentagondodecaëder doet denken).

### Aristoteles

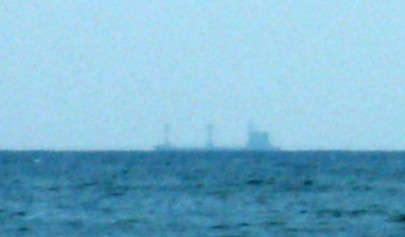
Als een schip aan de horizon staat is het onderste deel ervan onzichtbaar door de ronding van de Aarde. Dit was een van de eerste argumenten voor het model van een ronde Aarde.

Aristoteles (384 v.Chr. - 322 v.Chr.) merkte op: "er zijn sterren gezien in Egypte en [...] Cyprus die niet gezien kunnen worden in de noordelijke gebieden." Omdat dit alleen kon gebeuren bij een gekromd oppervlak, nam hij ook aan dat de Aarde een bol was, "niet zo groot, omdat anders het effect van zo'n kleine verandering niet zo snel duidelijk zou zijn." (De caelo, 298a2-10)
Aristoteles gaf natuurkundige argumenten en waarnemingen om het idee van een ronde Aarde te ondersteunen:
- Elk deel van de Aarde wil naar het centrum totdat ze door compressie en convergentie een bol vormt. (De caelo, 297a9-21)
- Reizigers naar het zuiden zien zuidelijke sterrenbeelden hoger boven de horizon.
- De schaduw van de Aarde tijdens een maansverduistering is rond. (De caelo, 297b31-298a10)

De concepten symmetrie, equilibrium en cyclische herhaling domineren Aristoteles' werk. In zijn Meteorologie scheidt hij de wereld in vijf klimaatzones: Twee gematigde gebieden worden gescheiden door een verzengende zone bij de equator, net zoals twee koude, ongastvrije gebieden, "een bij onze bovenste of noordelijke pool en de andere bij de [...] zuidelijke pool," allebei onbereikbaar en vol ijs. (Meteorologica, 362a31-35).

### Eratosthenes
Eratosthenes (276 v.Chr. - 194 v.Chr.) schatte de omtrek van de Aarde rond 240 v.Chr.. Hij had van een plaats in Egypte gehoord waar de Zon bij de zomerzonnewende recht boven stond en bepaalde langs meetkundige weg dat de Aarde een omtrek van 250.000 stadia moest hebben. Deze schatting verbaast moderne schrijvers, omdat ze op zijn best binnen 2% van de waarde van de omtrek bij de evenaar ligt, 40.075 kilometer. De lengte van de door Eratosthenes gebruikte stadion is niet precies bekend, de stadion varieerde in de Oudheid van 157 tot 211 m.

### Claudius Ptolemaeus
Claudius Ptolemaeus (AD 90 - 168) woonde in Alexandrië, het centrum van kennis in de 2e eeuw. Rond 150 schreef hij zijn Geographia.
Het eerste deel van de Geographia is een discussie over de gegevens en de methoden die hij gebruikt. Zoals met het model in de Almagest zet Ptolemaeus alles in groot verband. Hij kende coördinaten toe aan de plaatsen die hij kende, in een rooster die de globe omvatte. Breedte werd gemeten vanaf de equator, zoals tegenwoordig, maar Ptolemaeus drukte haar liever uit als de lengte van de langste dag dan in graden (de lengte van de dag op de zomer zonnewende wordt van 12 uur 24 uur als je van de equator naar de poolcirkel gaat). Hij plaatste de nulmeridiaan als uitgangspunt voor het berekenen van de lengte op het meest westelijke land dat hij kende, de "gezegende eilanden". Bij de herontdekking van de Canarische Eilanden rond 1300 werd algemeen aangenomen dat dit de westelijke eilanden van Ptolemaeus moesten zijn.
Geographia gaf de landen Serica en Sinae (China) uiterst rechts weer, achter het eiland Taprobane (Sri Lanka) en Aurea Chersonesus (Zuidoost-Azië).
Ptolemaeus bedacht ook instructies om kaarten te maken van de hele bewoonde wereld (oikoumenè) en van de Romeinse provincies. In het tweede deel van de Geographia gaf hij de benodigde topografische lijsten en opschriften voor zijn kaarten. Zijn oikoumenè omvatte 180 graden lengte van de Canarische Eilanden tot China, en ongeveer 81 graden breedte van de Pool tot de Sunda-eilanden en diep in Afrika; Ptolemaeus was er zich wel van bewust dat hij maar ongeveer een kwart van de wereld kende.

### Aryabhatta
Het werk van de klassieke Indiase astronoom en wiskundige Aryabhatta (ca. 476 - 550) betreft de bolvorm van de Aarde en de beweging van de planeten. De laatste twee delen van zijn magnum opus in het Sanskriet, de Aryabhatiya, die de Kalakriya ("tijdrekening") en de Gola ("bol") werden genoemd, stellen dat de Aarde bol is en dat haar omtrek 4967 yojanas is, wat in huidige eenheden 40.000 kilometer is. Hij stelde ook dat de schijnbare rotatie van de hemellichamen veroorzaakt werd door de draaiing van de Aarde, en berekende de lengte van een siderische dag op 23 uur, 56 minuten en 4,1 seconden. Hoogstwaarschijnlijk beïnvloedden Aryabhata's resultaten de Europese astronomie, omdat de 8e-eeuwse Arabische versie van de Aryabhatiya in de 13e eeuw in het Latijn werd vertaald.

## Bewijzen

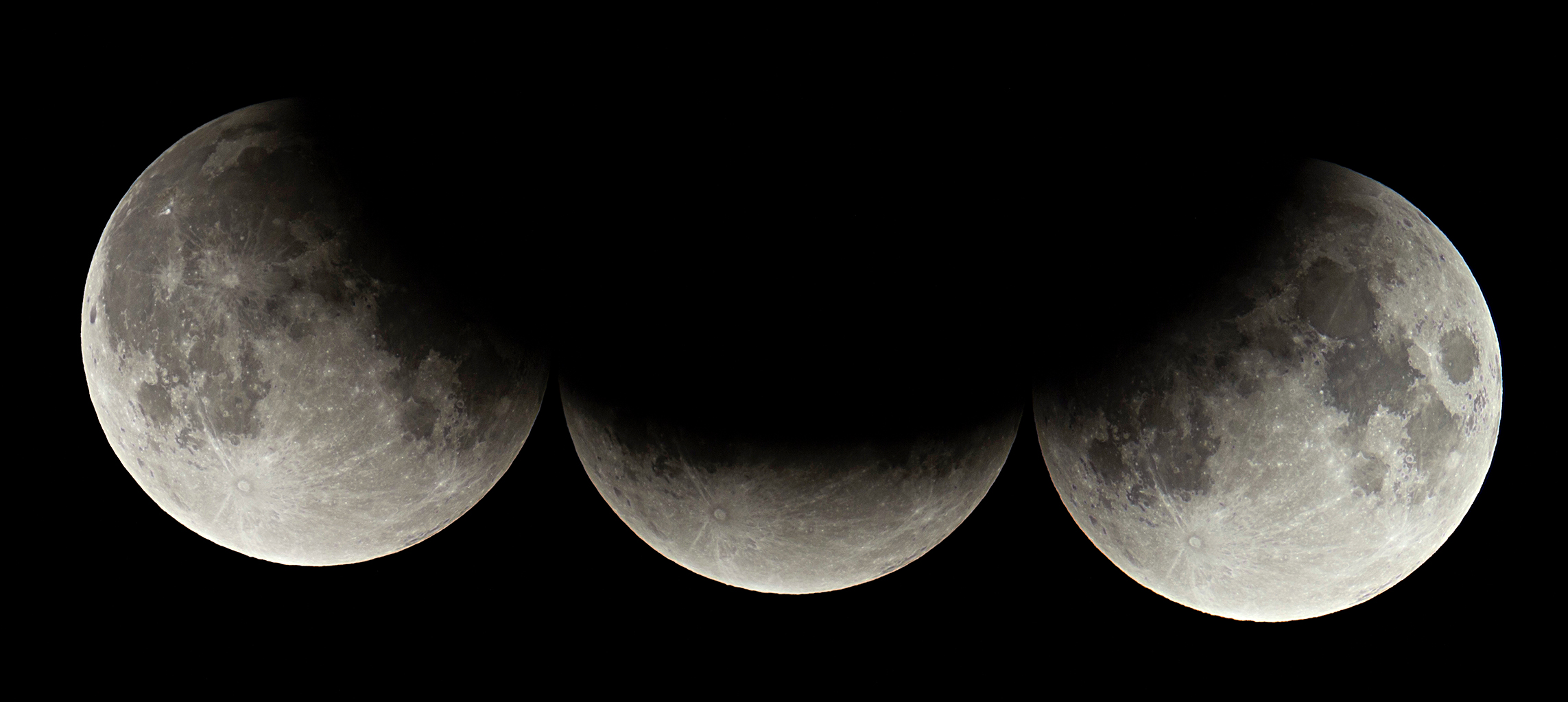
Gedeeltelijke maansverduistering. Compositiefoto, 16 juli 2019 om 20:22, 21:31 en 22:40 Universal Time.

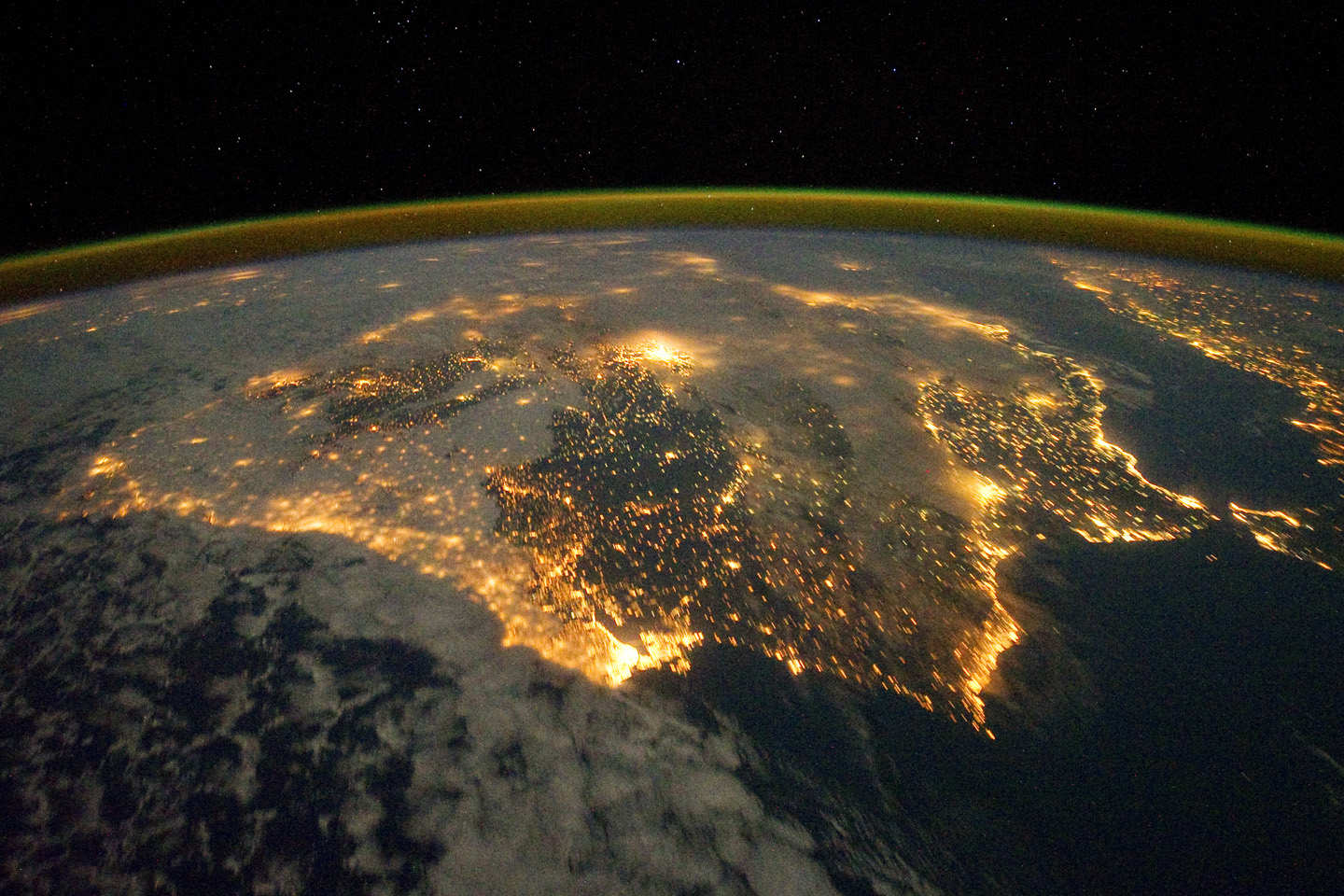
Foto van Spanje en Portugal vanuit het International Space Station met kromme horizon, 4 december 2011.

Hoe kunnen we aantonen dat de Aarde niet plat kan zijn?
Er zijn onder meer de volgende argumenten:
1. Zichtbaarheid van verre voorwerpen, het effect van de horizon die wijkt bij grotere hoogten.
2. Maansverduistering. De schaduw van de Aarde op de Maan is een schijf of een stuk ervan.
3. Verschijning van de Maan: vanaf een platte Aarde zou de Maan er op verschillende plaatsen anders uitzien.
4. Waarneming van sterren. 
  1. Vanaf het aardoppervlak is in principe de halve hemel te zien, van een hoger uitkijkpunt een steeds groter deel van de hemel.
  2. Waarneming van andere sterren vanuit andere plaatsen. Als de Aarde plat was, waren overal in principe dezelfde sterren zichtbaar en zou de hoek van waarneming overal gelijk zijn bij verre sterren.
  3. Sterrenbeelden op noordelijk en zuidelijk halfrond in jaargetijden. Op noordelijk en zuidelijk halfrond zijn andere sterrenbeelden zichtbaar.
5. Waarneming van de zon en zonlicht.
  1. Verschillende daglengte op verschillende plaatsen op Aarde en door het jaar.
  2. Daglengte voorbij de poolcirkels.
  3. Duur van de schemering.
  4. Zonlicht op hoge gebouwen bij zonsopgang en -ondergang.
  5. Plaatselijke zonnetijd en tijdzones.
  6. Bepaling van de afmeting van de Aarde door Eratosthenes.
  7. Vorm van de Aarde uit de hoeken van invallend zonlicht.
6. Rondvaren en -vliegen van de Aarde.
7. De beweging van de Slinger van Foucault.
8. Kromming van het aardoppervlak uit afstanden.
  1. Tussenafstand van meridianen en breedtegraden op het aardoppervlak.
  2. Boldriehoeksmeetkunde nodig voor lange reizen op Aarde.
9. Weersystemen, de Corioliskracht en de Wet van Buys Ballot.
10. Effect van de zwaartekracht.
11. GPS-systemen, plaatsing van radiomasten, satellieten.
12. Afstanden tussen hoge gebouwen zijn groter op grotere hoogtes (in vergelijking met meting van de afstand op grondniveau).
13. Waarnemingen van de Aarde vanuit de ruimte, bijvoorbeeld vanuit een baan om de Aarde of vanaf de Maan.

## Geodesie
Geodesie is de tak van wetenschap die zich bezighoudt met de meting en de vorm van de Aarde, haar zwaartekrachtveld en geodynamische fenomenen als (poolbeweging, getijden en aardkorstbeweging) in driedimensionale ruimte in de tijd.

## Ellipsoïde
De Aarde is enigszins afgeplat bij de polen. Daarom is de aardstraal niet overal gelijk.
- De oost-west omtrek op de equator is het simpelst, omdat de straal gelijk is aan de equatoriale straal, "a" (voor de Aarde 6.378,135 km);
- De meridionale noord-zuid omtrek moet met een elliptische integraal worden gevonden. Gebruik makend van de poolstraal ("b") van 6.356,75 km, is de werkelijke meridionale straal ongeveer 6.367,446989 km (die benaderd kan worden door : {\displaystyle {\sqrt {\frac {a^{2}+b^{2}}{2}}}}, ongeveer 6.367,451 km);
- Terwijl deze twee het meest gebruikt worden, geven ze niet het beste beeld, wat een gemiddelde omtrek zou zijn.